# День белорусской милиции
День милиции — профессиональный праздник милиции Республики Беларусь.

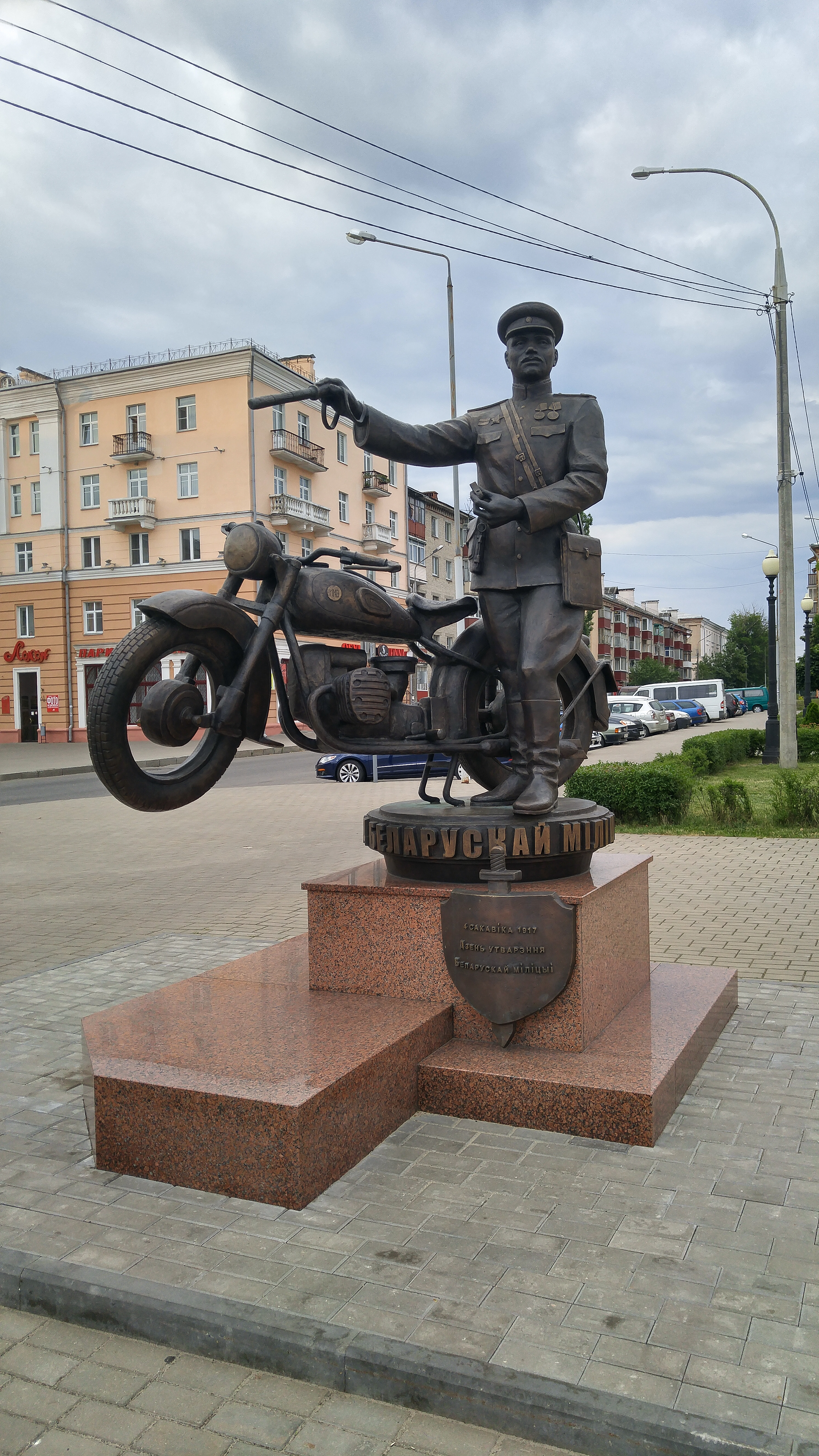
Памятник в Гомеле, установленный в честь столетия со дня основания белорусской милиции

4 марта 1917 года приказом гражданского коменданта города Минска Михайлов Михаил Александрович (по паспортным данным, настоящее имя Михаил Васильевич Фрунзе) был назначен временным начальником милиции Всероссийского Земского Союза по охране порядка в городе Минске. Эта дата считается Днём рождения белорусской милиции.
Праздник утвержден 26 марта 1998 года указом Президента Республики Беларусь.